# Elektromyografie
Die Elektromyografie (oder Elektromyographie), kurz EMG, ist eine elektrophysiologische Methode in der neurologischen Diagnostik, bei der die elektrische Muskelaktivität anhand von Aktionsströmen der Muskeln gemessen und (graphisch) als Elektromyogramm dargestellt wird.
Mit Hilfe von konzentrischen Nadelelektroden lassen sich die Potentialschwankungen einzelner motorischer Einheiten ableiten. Mit Spezialnadeln lassen sich auch einzelne Muskelfasern erfassen (Einzelfasermyografie). Auch Messungen der Potentialänderungen auf der Haut mit Oberflächenelektroden sind möglich, jedoch wesentlich unpräziser, da diese Technik das Summen-Aktionspotential eines ganzen Muskels oder sogar mehrerer Muskeln misst.
Die Hauptanwendung ist das Erkennen von Myopathien und Neuropathien, das heißt: die Feststellung, ob eine Krankheit muskuläre oder nervliche Ursachen hat, was insbesondere vor operativen Eingriffen am peripheren Nervensystem indiziert ist.

## Allgemein
Bei der Durchführung eines EMGs wird die elektrische Aktivität im ruhenden Muskel (Spontan-Aktivität) und bei unterschiedlich stark willkürlich kontrahiertem Muskel (Muskel-Aktionspotentiale) gemessen.
In der medizinischen Elektrodiagnostik lassen sich durch das EMG Aussagen über Krankheiten der Nerven- und Muskelzellen machen. In der Biomechanik werden die Zusammenhänge zwischen den Frequenzen oder den Amplituden der registrierten elektrischen Signale und der Kraft eines Muskels untersucht, um etwa die Bewegungen von Sportlern zu optimieren.
Die Aufzeichnung von Nerven-Aktionspotentialen wird als Elektroneurografie (ENG) bezeichnet. Sie wird meist unter dem Oberbegriff Elektromyografie subsumiert.

### Signalableitung
Zwei Arten von EMG sind weit verbreitet: Oberflächen-EMG und intramuskuläres (Nadel- und Feindraht-) EMG. Beim intramuskulären EMG wird eine Nadelelektrode oder eine Nadel mit zwei feinen Drahtelektroden durch die Haut in das Muskelgewebe eingeführt. Abhängig von den mechanischen Dimensionen der verwendeten Elektroden lässt sich eine hohe Ortsauflösung und Aussagen über einzelne Muskelfasern oder eine geringe Ortsauflösung und summarische Aussagen über ganze Muskelgruppen erzielen.
Oberflächenelektroden erfassen schon auf Grund ihrer mechanischen Dimensionen elektrische Aktivität bis zu einigen Zentimetern und darüber hinaus, können aber nicht die Aktivität einzelner motorischer Einheiten abbilden. Derartige Elektroden werden zum Beispiel in der Sport-Physiologie eingesetzt, wenn es darum geht, den Zeitpunkt des Beginns einer Muskelkontraktion zu bestimmen. In der Neurologie dient die Oberflächenableitung vor allem der Tremoranalyse.
Zur Ableitung der elektrischen Signale des Muskels verwendet man für das routinemäßige, diagnostische EMG in der Neurologie konzentrische Nadelelektroden. Diese Nadeln bestehen aus einem zentralen Leiter (Draht), um den herum eine elektrische Isolationsschicht aufgebracht ist, um die dann die äußere Metallhülle (Rohr) montiert ist. Eine typische EMG-Nadel ist 50 mm lang, hat einen Außendurchmesser von 0,45 mm und an der Spitze einen schrägen Anschliff, der den Mittelleiter isoliert von dem ovalen Anschliff der Metallhülse zeigt. Die Potentialmessung erfolgt zwischen Mittelleiter und Metallhülle. Durch diesen Aufbau werden vor allem spitzennahe Potentialänderungen im Wesentlichen bis zu einer Entfernung von 1–2 Millimetern erfasst. Damit ist eine sehr gezielte Diagnostik möglich.
Bei der Einzelfaserelektromyografie mit Spezialnadeln beträgt der erfasste Halbradius sogar nur 0,2–0,3 mm. Für Spezialzwecke werden auch monopolare Elektroden verwendet. Diese Elektroden bestehen aus einer meist Teflon-isolierten Nadel, deren Metall nur an der Spitze freiliegt. Die Spannung wird gegen eine separate Referenzelektrode (meist Flächenelektrode auf der Haut) gemessen.

### Verstärkung
Die Potentialquelle des EMG ist das Membranpotential der Muskelzelle, innen −70 mV gegenüber außen. Bei Erregung einer Muskelzelle, etwa über die motorische Endplatte, öffnen sich Ionenkanäle und führen zu einer kurzzeitigen (ca. 1 ms) und lokalen Umkehr des Membranpotentials. Diese Potentialänderung ist messbar. Welche Potentialdifferenz der Eingangsverstärker des Elektromyographen dabei erfasst, ist von sehr vielen physikalischen und physiologischen und letztlich auch pathologischen Faktoren abhängig: von der Entfernung der Elektrode von der Signalquelle (Abschwächung mit der dritten Potenz der Entfernung), von der Anzahl und Art der gleichzeitig aktiven Muskelfasern, von der räumlichen Anordnung von leitenden und isolierenden Gewebekomponenten (Blutleiter = gute Leiter, Fett = schlechter Leiter) und vielen anderen Faktoren mehr. Es resultiert ein sehr komplexes, elektrisches Feld. Das Messergebnis wird sowohl von kapazitiven als auch ohmschen Widerständen bestimmt. Im Resultat wird in einer typischen medizinisch neurologischen Messanordnung für ein EMG ein Signal gemessen, das Potentiale im Bereich von 50 μV bis zu einigen Millivolt erfasst. Die Entladungen einzelner motorischer Einheiten stellen sich dann als Potentialschwankungen von etwa 10 ms Dauer dar und enthalten Frequenzkomponenten bis einige Kilohertz. Es werden elektrisch rauscharme, potentialfreie Instrumentenverstärker mit sehr hohem Eingangswiderstand verwendet (typisch: 200 MOhm Eingangsimpedanz, Rauschpegel (noise) 0,7 μV RMS, Gleichtaktunterdrückung >100 dB).
Wenn aber zum Beispiel in der Sportphysiologie nicht die Binnenstruktur der muskulären Erregung erfasst werden soll, sondern eher der grobe Ablauf einer Muskelzuckung, wird häufig das EMG-Signal elektrisch gleichgerichtet und mit einem Tiefpass gefiltert. Daraus ergibt sich ein „integriertes“ und „geglättetes“ Signal mit entsprechend geringer räumlicher und zeitlicher Auflösung. Die Gleichrichtung geht allerdings von einer Reihe oft nicht zutreffender Grundannahmen aus (es handelt sich eben nicht um ein einfaches, sinuskurvenförmiges Wechselspannungssignal wie etwa die Netzspannung). Das Ergebnis ist daher nur mit größter Vorsicht zu interpretieren.

### Dokumentationsgeschichte
Die Darstellung des EMG-Signals erfolgte anfangs auf rußgeschwärzten, sich drehenden Trommeln, auf die ein mechanischer Zeiger eine Spur zeichnete (ähnlich wie bei der Seismologie). Später wurden Oszillographen und zur Speicherung Magnetbandgeräte verwendet. Seit breiterer Etablierung der digitalen Speichertechnik werden handelsübliche PCs oder Laptops mit Farbbildschirmen und entsprechende Drucker eingesetzt.

## Spontanaktivität
Bei vollständiger Entspannung eines Skelettmuskels gelangen keine Nervenaktionspotentiale über den versorgenden Nerven zum Muskel. Der Muskel ist schlaff. Die Muskelfasern eines gesunden Skelettmuskels, der keine erregenden Nervenpulse erhält, zeigen dann ein konstantes Membranpotential, das sich auf dem Schirm als gerade unausgelenkte waagerechte Linie darstellt. Unter bestimmten, meist krankhaften Bedingungen kommt es jedoch zur Spontanaktivität, also zu Eigenaktivität der Muskelfasern ohne Anstoß durch erregende Nervenpulse. Diese Spontanaktivität äußert sich in verschiedenen Formen, die sich hinsichtlich der Frequenz- und Amplitudenwerte unterscheiden lassen. Von der Spontanaktivität zu trennen ist die Einstichaktivität. Sie entsteht bei der Verwendung von Nadelelektroden und wird durch eine vorübergehende mechanische Irritation der Muskelzelle erklärt.

### Miniaturendplattenpotentiale
Miniaturendplattenpotentiale, auch Endplattenrauschen genannt, haben negative Amplituden von unter 50 µV und dauern 0,5 bis 2 ms an. Sie entstehen an den Kontaktstellen zwischen Axon und Muskelzelle durch spontane Transmitterausschüttungen, die aber kein fortgeleitetes Aktionspotential auf der Muskelzellmembran auslösen. Sie weisen daher nicht auf eine Muskelschädigung hin.
Endplattenpotentiale dauern ca. 20 ms und sind stets überschwellig.

### Fibrillationspotentiale und positive Wellen

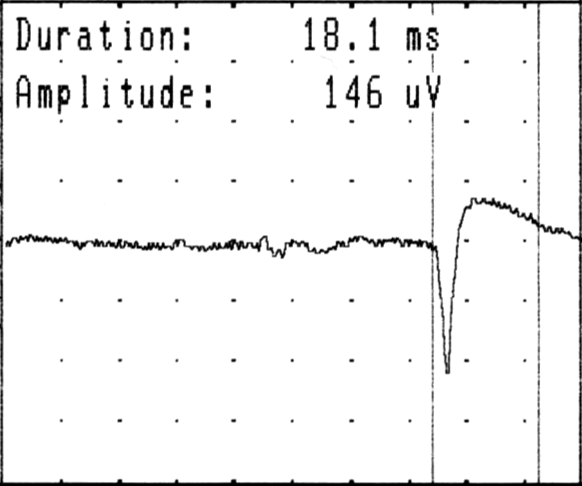
Positive scharfe Welle (PSW)

Fibrillationspotentiale und positive Wellen entstehen in einzelnen Muskelzellen und sind Anzeichen für eine fehlende Innervation (Denervation). Fibrillationspotentiale dauern 1 bis 5 ms an, haben Amplituden bis zu mehreren 100 µV, sind meist bi- oder triphasisch und treten streng rhythmisch (im Gegensatz zur modulierten Entladungsfrequenz gesunder motorischer Einheiten) auf.
Positive scharfe Wellen dauern etwa 4 ms an, haben Amplituden bis mehrere 100 µV, sind mit charakteristischer Form biphasisch und treten rhythmisch mit einer Frequenz zwischen 3 und 50 Hz auf.

### Faszikulationspotentiale
Faszikulationspotentiale werden von einer motorischen Einheit generiert. Der Ursprung der Erregung liegt in dem versorgenden Neuron. Bei Schädigung des innervierenden Neurons kann es zu einer Depolarisation der Nervenzellmembran kommen, die als fortgeleitetes Aktionspotential die motorische Einheit erreicht. Der Ursprungsort kann dabei weit entfernt im Zellsoma im Rückenmark (Motoneuron) liegen oder aber auch distal in den Endaufzweigungen des Axons zu den einzelnen Muskelfasern. Faszikulationspotentiale treten unregelmäßig (z. B. alle 1–30 s) auf. Faszikulationen deuten ebenfalls auf eine Neuropathie hin.

### Myotone Entladungen
Myotone Entladungen sind hochfrequente Aktionspotentialfolgen (60–150 pro Sekunde) mit einer Dauer von ein bis zwei (oder drei) Sekunden und einer Amplitude von 10 μV bis um 1 mV. Sie deuten auf eine Fehlfunktion der Muskelmembran hin, deren Ionenkanäle beschädigt sind.

## Aktionspotentiale motorischer Einheiten (MUAP)
Jede Nervenfaser verzweigt sich nach dem Eintritt in den Muskel in mehrere Endaufzweigungen, die über die motorischen Endplatten jeweils eine Muskelfaser innervieren. Ein einzelnes, fortgeleitetes Aktionspotential eines einzigen Motoneurons löst daher in mehreren Muskelfasern fast gleichzeitig eine Depolarisation (Aktionspotential) und folgend eine Kontraktion aus. Die Summe der Depolarisationen einer motorischen Einheit lässt sich im EMG als ein charakteristischer Ausschlag am Monitor beobachten. Die Höhe des Ausschlags gibt dabei ein grobes Maß für die Anzahl der innervierten Muskelfasern (große versus kleine motorische Einheit). Die Dauer des Potentials kann Hinweise darauf geben, ob alle Muskelfasern synchron entladen oder ob es Verzögerungen in einzelnen Endaufzweigungen gibt. Bei der Auswertung sind Parameter wie Alter, Typ des Muskels und Muskelgruppe zu beachten. Die Ergebnisse werden mit Normwerten verglichen, um Aussagen über mögliche Erkrankungen zu machen. Der Normwert für die Dauer im mittleren Alter beträgt 8 bis 10 ms und für die Amplitude 1 bis 3 mV.
Ein Sonderfall der MUAP-Untersuchung ist die Interferenzmuster-Analyse, bei der man die elektrische Aktivität eines willentlich maximal kontrahierten Muskels misst.